# 16e cérémonie des Florida Film Critics Circle Awards
La 16e cérémonie des Florida Film Critics Circle Awards, décernés par le Florida Film Critics Circle, a eu lieu le 19 décembre 2011, et a récompensé les films réalisés dans l'année.

## Palmarès

### Meilleur film
- The Descendants

### Meilleur réalisateur
- Martin Scorsese pour Hugo Cabret (Hugo)

### Meilleur acteur
- Michael Fassbender pour le rôle de Brandon Sullivan dans Shame

### Meilleure actrice
- Michelle Williams pour le rôle de Marilyn Monroe dans My Week with Marilyn

### Meilleur acteur dans un second rôle
- Albert Brooks pour le rôle de Bernie Rose dans Drive

### Meilleure actrice dans un second rôle
- Shailene Woodley pour le rôle d'Alex King dans The Descendants

### Meilleur scénario original
- The Artist – Michel Hazanavicius

### Meilleur scénario adapté
- The Descendants – Alexander Payne, Nat Faxon et Jim Rash

### Meilleure direction artistique
- Hugo Cabret (Hugo) – Dante Ferretti

### Meilleure photographie
- The Tree of Life – Emmanuel Lubezki

### Meilleurs effets visuels
- La Planète des singes : Les Origines (Rise of the Planet of the Apes)

### Meilleur film en langue étrangère
- La piel que habito •  Espagne

### Meilleur film d'animation
- Les Aventures de Tintin : Le Secret de La Licorne (The Adventures of Tintin)

### Meilleur film documentaire
- Le Projet Nim (Project Nim)

### Pauline Kael Breakout Award(meilleure révélation)
- Elizabeth Olsen – Martha Marcy May Marlene